# دورا ألتمان
دورا ألتمان (بالألمانية: Dora Altmann)‏ هي ممثلة ألمانية، ولدت في 20 فبراير 1881 في درسدن في ألمانيا، وتوفيت في 24 ديسمبر 1971 في نيو برونزويك في الولايات المتحدة بسبب مرض.

## وصلات خارجية
- دورا ألتمان على موقع IMDb (الإنجليزية)
- دورا ألتمان على موقع قاعدة بيانات الفيلم (الإنجليزية)